# Classe Kuha
La classe Kuha est une classe de six dragueurs de mines construit par le chantier naval finlandais Oy Laivateollisuus Ab à Turku pour la marine finlandaise au milieu des années 1970 et modernisés à la fin des années 1990.

## Spécifications techniques
Les navires sont en fibre de verre et ont été fabriqués à Turku. Ils sont propulsés par deux moteurs diesel leur assurant une vitessa maximalede 12 noeuds. Leur armement se compose d'une mitrailleuse lourde de 12.7 mm et d'un canon anti-aérien ZU-23-2 de 23 mm.

## Navires
- Kuha 1 (21) - en service
- Kuha 2 (22) - désarmé
- Kuha 3 (23) - en service
- Kuha 4 (24) - en service
- Kuha 5 (25) - désarmé
- Kuha 6 (26) - en service

### Articles externes
- Finnish Defence Forces